# Joseph Lesurques
Hugues Nicolas Joseph Lesurques est un homme d'affaires français, né à Douai le 1er avril 1763 et mort guillotiné le 3 octobre 1796 à Paris après avoir été condamné à la peine capitale dans le cadre de l'affaire du courrier de Lyon. Aujourd'hui, il est généralement considéré comme la victime d'une erreur judiciaire parmi les plus célèbres de l'histoire de France.

## Biographie
Joseph Lesurques, qui était marié à Jeanne Campion, demeurait le jour de son arrestation au no 205 de la rue Montmartre à Paris. Né à Douai en 1763, il mesurait 5 pieds 3 pouces (pieds et pouces français d'alors soit 1,70 m), avec cheveux et sourcils blonds, front haut, nez long mince et pointu, yeux bleus, bouche moyenne, menton rond, visage rond et pâle avec une cicatrice en haut du front à droite et un doigt de la main droite estropié.

## L’affaire du courrier de Lyon
Le 27 avril 1796, la diligence assurant le courrier entre Paris et Lyon est attaquée non loin du village de Vert-Saint-Denis, à une quarantaine de kilomètres au sud-est de Paris. 80 000 livres en monnaie et 7 millions en assignats adressés à l'armée d'Italie sont dérobés et le postillon et le courrier sont assassinés. 
Lesurques était un homme respectable, rentier, marié et père d'un garçon et d'une fille de huit et six ans. En avril 1796 il se trouvait à Paris. Au cours de l'enquête sur l'attaque, il est identifié comme le seul homme blond ayant été vu pendant les heures précédant l'assaut de la diligence postale sur son parcours entre Lieusaint et Melun. Il est donc accusé des assassinats et du vol.

## Le procès et la sentence
À la suite de l'enquête, six hommes sont accusés  : MM. Lesurques, Couriol, Guénot, Richard, Bruer et Bernard. À la fin du procès, Lesurques, Couriol, Bernard et Richard sont reconnus coupables, et les trois premiers sont condamnés à la guillotine. Lors de la lecture de la sentence un des condamnés, Couriol se lève indigné pour clamer sa propre culpabilité et l'innocence de Lesurques, que les témoins ont reconnu en raison de sa ressemblance avec le véritable coupable, nommé André Dubosc. Malgré cette déclaration, que Couriol répète même sur le chemin qui le conduit à l'échafaud et de nombreuses démarches pour la révision du procès, le verdict est maintenu. Joseph Lesurques est guillotiné en clamant son innocence le 12 vendémiaire an V (3 octobre 1796).
La lettre d'adieu de Joseph Lesurques à sa femme est ainsi rédigée :

« Ma bonne amie, quand tu liras cette lettre, je n'existerai plus ; un fer cruel aura tranché le fil de mes jours qui devraient être tous à toi et que je t'avais consacrés avec tant de plaisir, mais telle est la destinée qu'on ne peut fuir en aucun cas : je devais être assassiné juridiquement. »

Son corps fut inhumé dans une fosse commune du cimetière des suppliciés, le cimetière de Sainte-Catherine.

## Rebondissement judiciaire
Après l'exécution, le juge Daubanton éprouve des doutes et reprend l'enquête. Il retrouve le passager du courrier, que des témoins avaient vu monter dans la malle-poste. Celui-ci finit par avouer sa participation au crime, et révèle le nom de ses complices, parmi lesquels André Dubosc. Arrêté à son tour, Dubosc, dont la ressemblance avec Lesurques est plus ou moins grande (comparaison avec une miniature de Lesurques apportée par sa veuve), est jugé en décembre 1800. Les témoins qui avaient reconnu Lesurques doivent déposer à nouveau. Dans un premier temps, un seul revient sur son témoignage précédent pour accuser Dubosc ; mais lorsque le président demande qu'on mette à Dubosc, qui est châtain, une perruque blonde, tous, influencés par l'autorité du magistrat, dont Dubosc fait remarquer la partialité, le reconnaissent formellement. André Dubosc est finalement condamné mais comme simple complice et exécuté.

## La mémoire de Joseph Lesurques

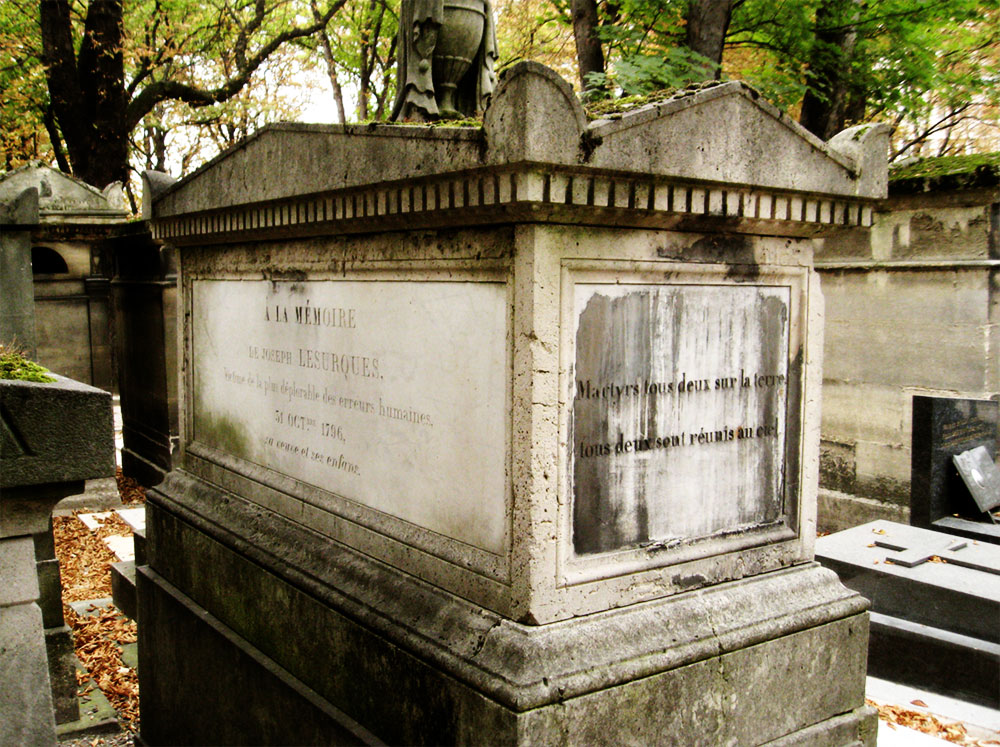
Cénotaphe au cimetière du Père-Lachaise.

Joseph Lesurques fut inhumé au cimetière Sainte-Catherine (aujourd’hui disparu) près du cimetière de Clamart (également disparu). Sur le cénotaphe qui lui est consacré au Père-Lachaise (division 8) on lit :

« Il fut victime de la plus déplorable des erreurs humaines »

Après l'exécution, la femme de Lesurques est frappée par la folie. Après sa mort, leurs enfants font rajouter cette inscription :

« Martyrs tous deux sur la terre, tous deux sont réunis au ciel. »

Leur fille se suicide quelques années plus tard. Quant au seul fils, il s'enrôle dans l'armée napoléonienne pour laver le nom de son père, et meurt pendant la campagne de Russie.

## Les tentatives de réhabilitation
Malgré des suppliques et des lettres à Napoléon, puis à Louis XVIII, à Charles X, à la reine Marie-Amélie, et enfin à Napoléon III, la famille de Lesurques n’obtient rien. 
Victor Hugo écrivit lui-même des lettres demandant que l'État réhabilite Lesurques et dédommage sa famille. L'écrivain prononça en 1851 le plaidoyer suivant devant la Cour des Assises de la Seine qui jugeait son fils Charles accusé d’irrespect envers la loi après avoir écrit un article sur la peine de mort .

« Sois fier [mon fils], toi qui n’es qu’un simple soldat de l’idée humaine et démocratique, tu es assis sur ce banc où s’est assis Beranger, où s’est assis Lamennais. Sois inébranlable dans tes convictions et que ce soit ma dernière parole ; si tu avais besoin d’une pensée pour t’affermir dans ta foi au progrès, dans ta croyance à l’avenir, dans ta religion pour l’humanité, dans ton exécration pour l’échafaud, dans ton horreur des peines irrévocables, songe que tu es assis sur ce banc où s'est assis Lesurques ! »

Une réforme permettant la révision des procès même lorsque le condamné a été exécuté est approuvée en 1867, mais ne bénéficia toujours pas à la mémoire de Lesurques car la Cour de cassation considère que la culpabilité de Dubosc n'est pas incompatible avec celle de Lesurques. L'arrêt de la cour de décembre 1868 clôt définitivement l'affaire sur le plan judiciaire. Néanmoins, la confiscation des biens de Lesurques, habituelle en cas de condamnation à mort, a été révoquée, et les biens rendus aux héritiers. 
Des historiens sont convaincus de l'innocence de Lesurques tandis que l'enquête du commandant de gendarmerie Éric Dagnicourt ou l'historien Éric Alary penchent pour sa culpabilité en tant que commanditaire financier.
Dans la commune de Vert-Saint-Denis, une rue porte le nom de Joseph Lesurques.

## L'affaire Lesurques et l'abolition de la peine de mort
Le cas de Joseph Lesurques n'a jamais été oublié au fil du temps en France. Il est souvent évoqué lors de débats portant sur la peine de mort.
Ainsi, dans son œuvre Aux habitants de Guernesey rédigé dans le cadre de l'affaire Tapner, Victor Hugo rappelle l'innocence de Lesurques  : « Tous les échafauds portent des noms d’innocents et de martyrs. Non, nous ne voulons plus de supplices. Pour nous la guillotine s’appelle Lesurques, la roue s’appelle Calas, le bûcher s’appelle Jeanne d’Arc, la torture s’appelle Campanella, le billot s’appelle Thomas More, la ciguë s’appelle Socrate, le gibet se nomme Jésus-Christ ! ».
Emile Gaboriau écrit dans L'Affaire Lerouge (chapitre 7) : « La déplorable exécution de Lesurques a certainement assuré l’impunité de bien des crimes, et, il faut le dire, elle justifie cette impunité. »

### Documents
- Jacques-Barthélemy Salgues, Mémoire au Roi pour le Sr Joseph Lesurques, …, Paris, Dentu, 1822, 239 p. En ligne sur Gallica.
- J.-B. Salgues, Réfutation du rapport de M. le Bon Zangiacomi, … sur la question de savoir s'il y a lieu de réviser le jugement qui a condamné à mort Joseph Lesurques, pour servir de supplément au Mémoire justificatif publié en faveur de cet infortuné, Paris, Dentu, 1823, 240 p. En ligne sur Gallica.
- J.-B. Salgues, Troisième mémoire pour l'infortuné Lesurques et ses héritiers, à l'occasion du procès intenté à cette famille par Mme de Bussy, …, Paris, impr. Auguste Mie, 1829, 196 p. En ligne sur Gallica.
- Notice sur Lesurques, condamné à mort par erreur, en 1796, par le Tribunal criminel de Versailles, et exécuté postérieurement à la découverte de son innocence, Nancy, impr. Nicolas, 1850, 3 p. En ligne sur Gallica.
- Henry d'Audigier, Procès d'outre-tombe. Joseph Lesurques contre le comte Siméon, Paris, Dentu, 1861, 39 p. En ligne sur Gallica.
- Louis Méquillet, Procès d'outre-tombe. Joseph Lesurques devant la Chambre des Pairs et devant le Sénat, 1821-1862, simple rapprochement, Paris, Dentu, 1862, 54 p. En ligne sur Gallica.
- Charles Alfred de Janzé, Amendement Lesurques. Notice historique, Paris, impr. Poupart-Davyl, 1864, 36 p. En ligne sur Gallica.
- Auguste Jeandel, Louis Méquillet (préf.), Lesurques, sa justification, Paris, Dentu, 1864, 126 p. En ligne sur Gallica.
- France. Cour de cassation, Affaire Lesurques : compte-rendu complet accompagné de lettres autographes de Lesurques et de Dubosq, Paris, Librairie centrale, 1869, 405 p. En ligne sur Gallica.
- Révision du procès Lesurques devant l'opinion publique, Paris, Dentu, 1869, 83 p. En ligne sur Gallica.
- Claude Alphonse Delangle, Affaire Lesurques. Réquisitoire de M. le Procureur général Delangle. Audience du 11 décembre 1868, Paris, impr. C. Lahure, 1869, 71 p. En ligne sur Gallica.